# Yunohamella jiugongensis
Espèce
Synonymes
- Cryptachaea jiugongensis Liu & Zhong, 2023

Yunohamella jiugongensis est une espèce d'araignées aranéomorphes de la famille des Theridiidae.

## Distribution
Cette espèce est endémique du Hubei en Chine,. Elle se rencontre dans le xian de Tongshan.

## Description
Le mâle holotype mesure 1,77 mm et la femelle paratype 3,53 mm.

## Systématique et taxinomie
Cette espèce a été décrite sous le protonyme Cryptachaea jiugongensis par Liu et Zhong en 2023. Elle est placée dans le genre Yunohamella par Zhong, Zhong, Zhang, Liu, Liu, Chen et Hu en 2025.

## Étymologie
Son nom d'espèce, composé de jiugong et du suffixe latin -ensis, « qui vit dans, qui habite », lui a été donné en référence au lieu de sa découverte, la réserve naturelle nationale de Jiugongshan.

## Publication originale
- Liu, Zheng, Cheng & Zhong, 2023 : « A new Cryptachaea species from Jiugong Mountains (Theridiidae: Theridiinae). » Acta Arachnologica Sinica, vol. 32, no 2, p. 98-101.